# هجوم درعا (فبراير–يونيو 2017)
هجوم درعا (فبراير 2017)، سمي اسمًا رمزيًا هو معركة «الموت ولا المذلة» من قبل المعارضين، هي عملية عسكرية شنها المعارضون السوريون بزعامة هيئة تحرير الشام ضد مواقع الجيش العربي السوري في مدينة درعا والمنطقة المحيطة في جنوب سوريا.

## الهجوم
في 12 فبراير 2017، أطلق انتحاريان من جبهة النصرة التابعة لتحرير الشام، وكلاهما مقاتلين أجانب، سيارتين مفخختين على مواقع الجيش السوري في حي المنشية جنوبي درعا. وأفيد أن كلتا المركبتين دمرتا قبل أن يصلا إلى هدفهما. وكانت الخطوط الأمامية في المدينة محاطة بالتحصينات، ولم تحقق المعارضة أي مكاسب. وقد أطلق الجيش المدفعية وصواريخ الفيل على مواقع المعارضة بعد أن صد الاعتداء.